# Vulcănești
Vulcănești (en gagaouze : Valkaneş) est une ville de Moldavie, troisième agglomération de la Gagaouzie, région autonome du sud du pays, avec 12 185 habitants en 2014. Elle est également le chef-lieu de l'un des trois districts (dolay) qui composent cette région.

## Géographie
La ville se trouve à moins de 6 km de la frontière ukrainienne et à moins de 20 km de la frontière roumaine, tandis que la capitale régionale Comrat, est située à 70 km au nord-ouest de la ville.